# Mistrzostwa Świata w Biegu na Orientację 1966
Mistrzostwa Świata w Biegu na Orientację 1966 – pierwsze w historii biegu na orientację mistrzostwa świata, które odbyły się w dniach 1–2 października 1966 roku w Fiskars w Finlandii. Zawody odbyły się w dwóch konkurencjach: bieg indywidualny i sztafety.

## Wyniki
| Bieg indywidualny                                                   | Bieg indywidualny | Bieg indywidualny | Bieg indywidualny |
| ------------------------------------------------------------------- | ----------------- | ----------------- | ----------------- |
| Parametry trasy: 14,1 km, 11 punktów kontrolnych, ? m przewyższenia |                   |                   |                   |
| Miejsce                                                             | Kraj              | Imię i nazwisko   | Czas              |
| 1                                                                   | Norwegia          | Åge Hadler        | 1:36:05           |
| 2                                                                   | Finlandia         | Aimo Tepsell      | 1:38:47           |
| 3                                                                   | Szwecja           | Anders Morelius   | 1:40:05           |

| Sztafety                                                                     | Sztafety  | Sztafety                                                    | Sztafety |
| ---------------------------------------------------------------------------- | --------- | ----------------------------------------------------------- | -------- |
| Parametry tras: 8,6/8,7/8,1/9,5 km, ? punktów kontrolnych, ? m przewyższenia |           |                                                             |          |
| Miejsce                                                                      | Kraj      | Imię i nazwisko                                             | Czas     |
| 1                                                                            | Szwecja   | Bertil Norman Karl Johansson Anders Morelius Göran Öhlund   | 3:51:42  |
| 2                                                                            | Finlandia | Erkki Kohvakka Rolf Koskinen Juhani Salmenkylä Aimo Tapsell | 3:39:34  |
| 3                                                                            | Norwegia  | Dagfin Olsen Ola Skarholt Age Hadler Stig Berge             | 4:26:35  |

| Bieg indywidualny                                                 | Bieg indywidualny | Bieg indywidualny      | Bieg indywidualny |
| ----------------------------------------------------------------- | ----------------- | ---------------------- | ----------------- |
| Parametry trasy: 6,6 km, 6 punktów kontrolnych, ? m przewyższenia |                   |                        |                   |
| Miejsce                                                           | Kraj              | Imię i nazwisko        | Czas              |
| 1                                                                 | Szwecja           | Ulla Lindkvist         | 52:45             |
| 2                                                                 | Szwajcaria        | Katharina Perch-Nilsen | 1:00:30           |
| 3                                                                 | Finlandia         | Raila Hovi             | 1:00:51           |

| Sztafety                                                                 | Sztafety  | Sztafety                                           | Sztafety |
| ------------------------------------------------------------------------ | --------- | -------------------------------------------------- | -------- |
| Parametry tras: 5,1/4,7/4,9 km, ? punktów kontrolnych, ? m przewyższenia |           |                                                    |          |
| Miejsce                                                                  | Kraj      | Imię i nazwisko                                    | Czas     |
| 1                                                                        | Szwecja   | Kerstin Granstedt Eivor Sten-Olsson Gunborg Ahling | 2:42:58  |
| 2                                                                        | Finlandia | Anja Meldo Pirjo Ruotsalainen Raila Hovi           | 2:43:19  |
| 3                                                                        | Norwegia  | Astrid Hansen Raghnild Kristensen Ingrid Thoresen  | 2:54:29  |